# عبدالحلیم ابوغزاله
محمد عبدالحلیم ابوغزاله (عربی: محمد عبد الحلیم أبو غزالة ژانویه ۱۹۳۰ - ۶ ژوئیه ۲۰۰۸) وزیر دفاع مصر از سال ۱۹۸۱ تا ۱۹۸۹ بود. ابوغزاله در هنگام ترور رئیس‌جمهور انور سادات در کنارش نشسته بود.

## مرگ
ابوغزاله در ۶ سپتامبر ۲۰۰۸ در بیمارستان نظامی الگله در هلیوپولیس قاهره در سن ۷۸ سالگی بر اثر سرطان گلو درگذشت.